# Оба-Сирма
Оба́-Сирма́ (чув. Упа Çырми) — деревня в Красноармейском районе Чувашской Республики.

## География
Находится в северной части Чувашии, на расстоянии приблизительно 11 км на запад-северо-запад по прямой от районного центра села Красноармейское на левобережье реки Большая Шатьма.

## История
Известна с XVIII века как выселок села Большая Шатьма. В 1858 году было учтено 104 жителя, в 1906 — 29 дворов, 147 жителей, в 1926 — 33 двора, 152 жителя, в 1939—153 жителя, в 1979 — 83. В 2002 году было 18 дворов, в 2010 — 16 домохозяйств. В 1929 образован колхоз «Упа». До 2021 года входила в состав Большешатьминского сельского поселения до его упразднения.

## Население
Постоянное население составляло 49 человек (чуваши 96 %) в 2002 году, 53 в 2010.